# Pas del Sant Gotard
El Pas del Sant Gotard (en italià, Sant Gottardo, en alemany, Sankt Gotthard) és un pas de muntanya situat a 2.109 metres a Suïssa, entre Airolo (Ticino) i Andermatt (Uri), als Alps Lepontins, que connecta la part nord (germanoparlant) de Suïssa amb la part sud (italoparlant) de Ticino, i la ruta cap a Milà. Encara que el pas es coneixia en l'antiguitat, no es va emprar àmpliament fins a principi del segle xiii, perquè comportava travessar el turbulent Scholl, crescut amb les neus foses durant el principi de l'estiu, a l'escarpada gola de Schöllenen, sota Andermatt. Les morts per ofegament en el pas s'incrementaven a l'abril i maig, segons els antics relats de les viles properes.

## Història
El Pont del Diable es va construir en unes condicions tan adverses que les llegendes entorn de la construcció formen per si soles una categoria completa al sistema de classificació Aarne-Thompson de llegendes populars (nombre 1191). El Reuss era tan difícil de travessar, que un pastor suís va desitjar que el Diable construís un pont. El Diable va aparèixer, però va demanar ser el primer a creuar. El muntanyès era d'acord, però li va fer al Diable el regal d'una cabra pel seu treball, i aquesta va ser la primera a creuar el pont i no el mateix Diable. Enfadat per aquest afront, el Diable va desprendre una roca per llançar-la contra el pont i destruir-lo, però una dona gran va dibuixar una creu a la roca, de manera que el Diable no va poder sostenir-la. La roca està encara allí, i el 1977 es van gastar 300.000 francs suïssos a moure la roca de 220 tones i 127 metres per a fer lloc per al nou túnel de Sant Gotard.
El pont permetia que el trànsit seguís el Reuss fins a la font i sobre la línia divisòria d'aigües entre el Rin i el Mar del Nord i el Po i el Mediterrani, i a partir d'allí, cap a Ticino i Milà. Portava només tràfic desmuntat i ramats fins a 1775, quan, després de la millora del camí, va passar el primer carro.
El pas es va dedicar ja el 1236 a Sant Gotard (Godehard de Hidesheim 960-1038), Abat de Hersfeld, més tard bisbe de Hildesheim (1022). Fill de l'arquebisbe Frederic de Salzburg, Gotard va ser abat del monestir benedictí de Nieder Altaich el 996 i va reformar altres monestirs sota el patronatge d'Enric II del Sacre Imperi Romanogermànic. El seu hospici per a viatgers de Sant Moritz, prop de Hildesheim es faria famós.
El Túnel de Sant Gotard, obert el 1882 per al trànsit ferroviari amb el cost de la pèrdua de 177 vides de treballadors, va reemplaçar l'antic pas. Un túnel per carretera de 17km s'obriria el 1980, amb un nombre menor de morts (53). Un segon túnel ferroviari a través del pas s'està construint actualment. Les autoritats suïsses esperen que es produeixin menys de deu morts en els treballs de construcció (fins a l'actualitat se n'han produït set). Quan es completi serà el túnel ferroviari més llarg del món, amb 57km. Aquest túnel, combinat amb dos túnels més curts que es planeja es construeixin prop de Zúric i Lugano com a part de la iniciativa AlpTransit reduiran en una hora el viatge en tren de Zuric a Milà, que en l'actualitat dura 3h 40m, a més d'incrementar el nombre i la grandària dels trens que hi poden operar.

## Il·lustracions
Diversos artistes internacionals s'han inspirat en els paisatges espectaculars del coll de Gotthard, el barranc de Schöllenen i el pont Teufelsbrücke.

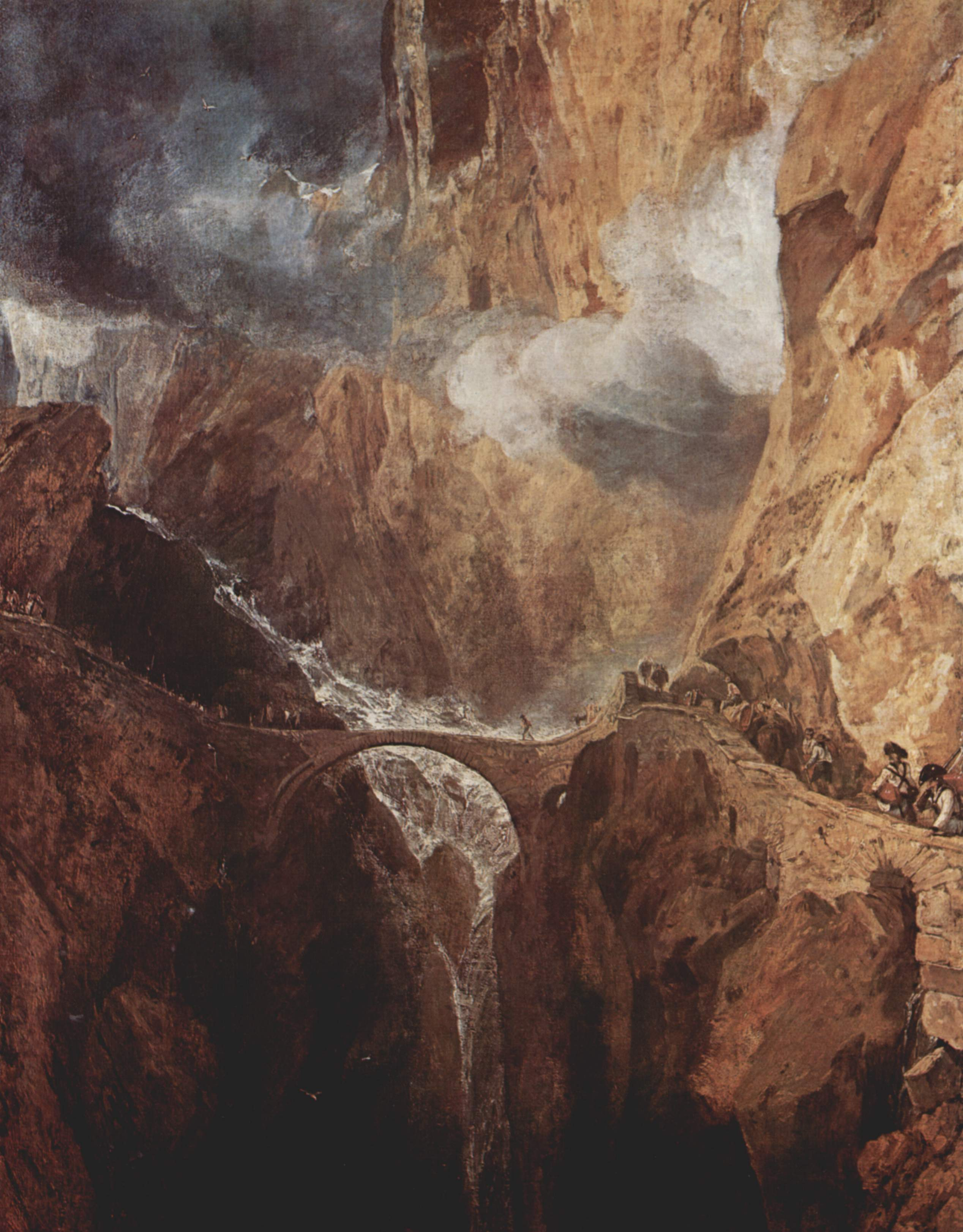
El pas pintat per JMW Turner (1775-1851), 1802.
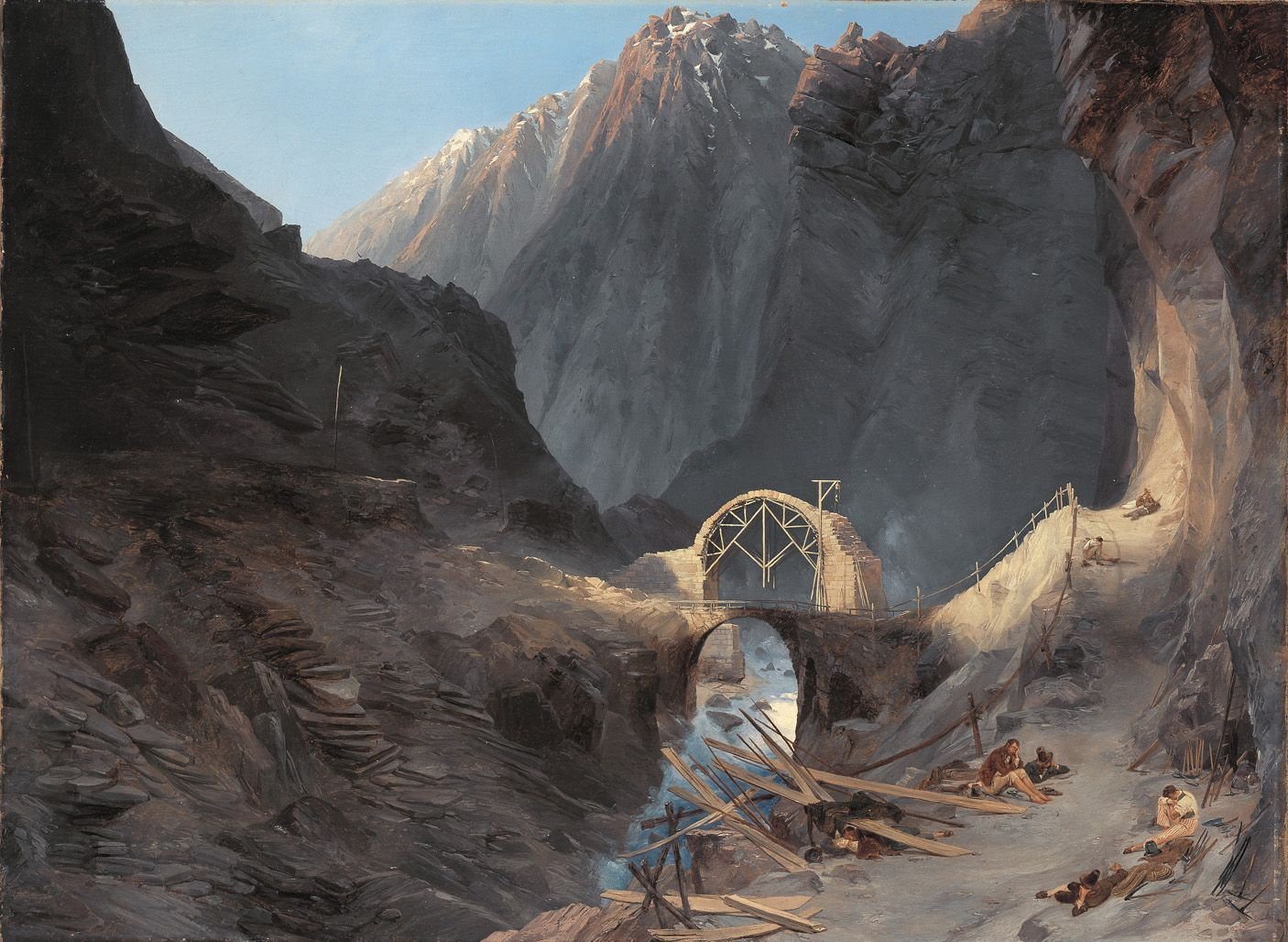
La construcció del Pont del Diable, Carl Blechen, 1833 (Neue Pinakothek, Múnic).
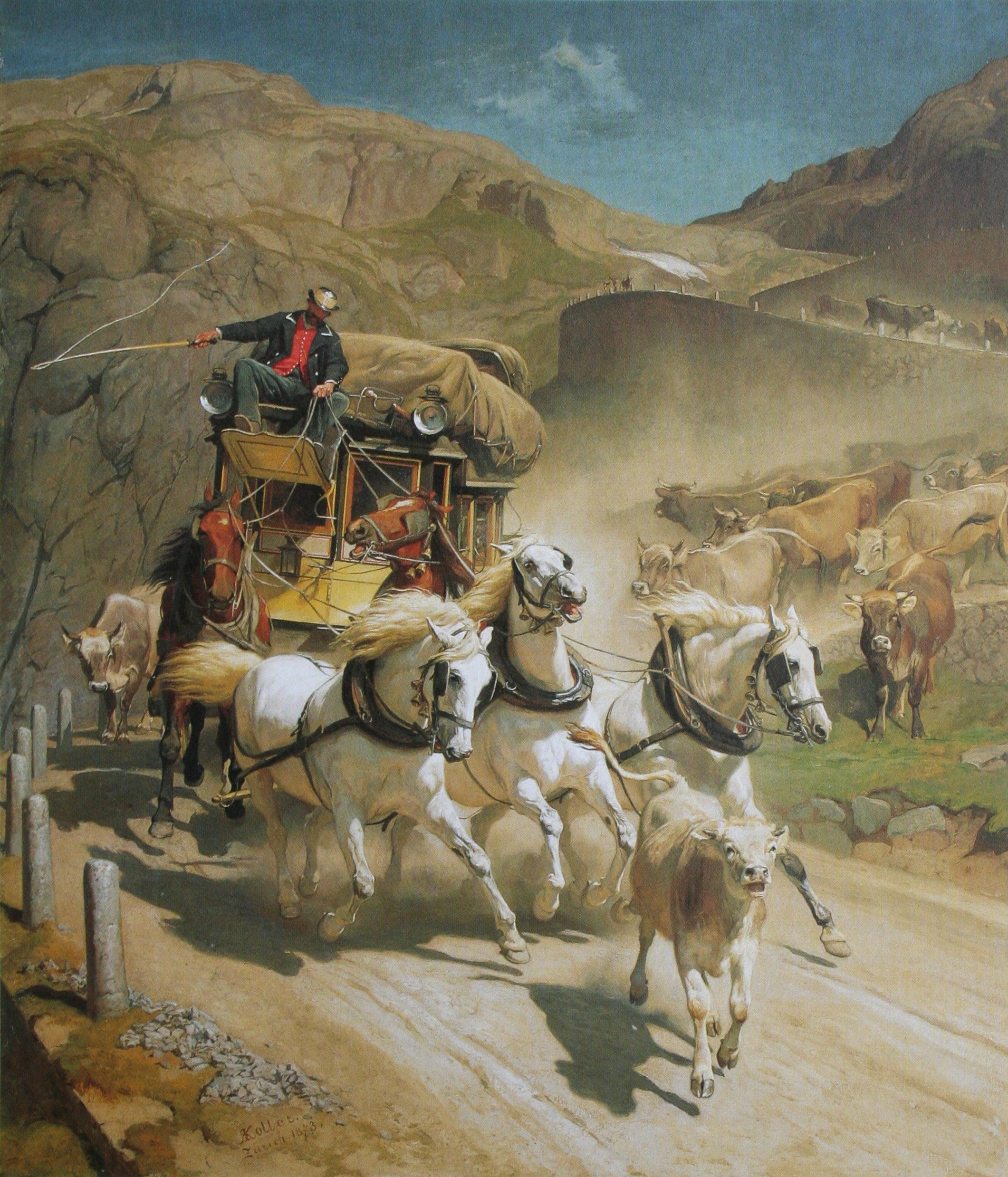
Pas del Sant Gotard, Rudolf Koller, 1873.
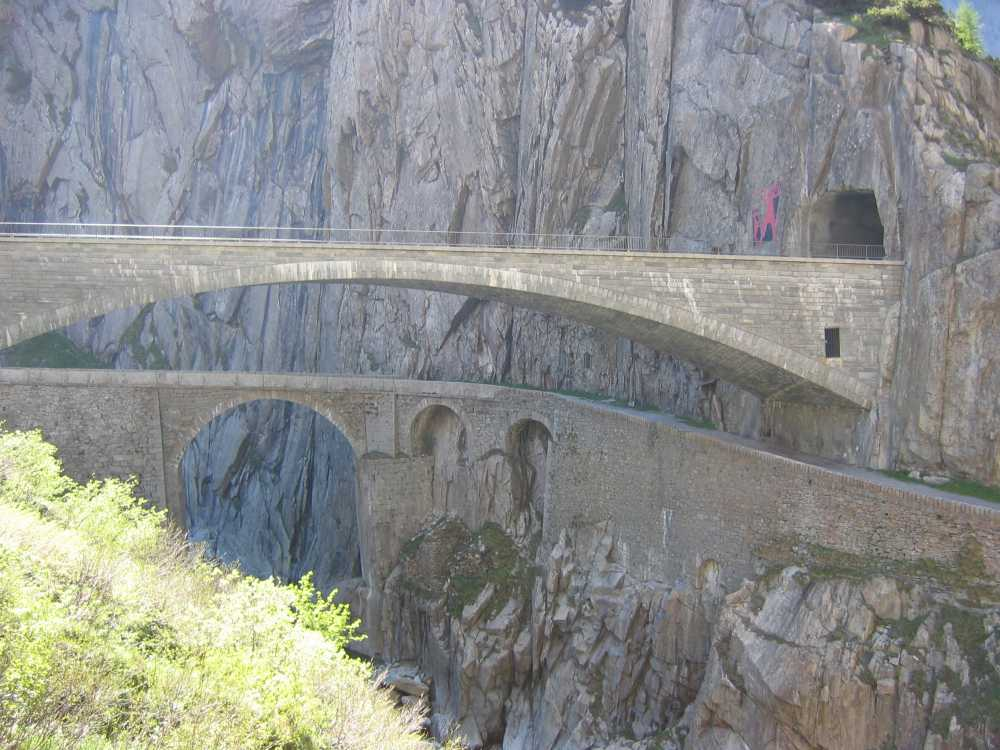
El modern Pont del Diable (Teufelsbrücke) a través de la gola de Schöllenen.